# Badmintonmeisterschaft von Nord-Borneo 1960
Die Badmintonmeisterschaft 1960 von Nord-Borneo fand in Jesselton statt.

## Titelträger
| Disziplin    | Sieger                       |
| ------------ | ---------------------------- |
| Herreneinzel | Lai Wui Meng                 |
| Dameneinzel  | Tam Chui Chee                |
| Herrendoppel | Chan Tin Chua Raymond Tan    |
| Damendoppel  | Tam Chui Chee Chen Mui Kheng |
| Mixed        | nicht ausgetragen            |